# Тамаро, Сузанна
Сузанна Тамаро (итал. Susanna Tamaro; род. 12 декабря 1957[…], Триест) — итальянская писательница, режиссёр и сценарист.

## Биография

### Ранние годы
Сузанна Тамаро родилась 12 декабря 1957 года в городе Триест (Италия) в семье среднего класса. Её мать являлась родственницей итальянского писателя Итало Звево. Воспитывалась бабушкой по материнской линии, у которой оказалась после развода родителей, произошедшего сразу после её рождения.
Окончив школу, приехала в Рим, чтобы поступить на режиссёрские курсы. В 1976 году Тамаро получила диплом преподавателя и стипендию на обучение в итальянской Школе экспериментального кино — Centro Sperimentale di Cinematografia. В 1979 году снимается в эпизодической роли в кино. После окончания школы начинает работать, снимая документальные фильмы для телевидения. Одновременно пишет романы и рассказы.

### Литературная карьера
В 1978 году она начала опубликовала свои первые рассказы, а в 1981 году написала свой первый роман «Илмитц» (итал. Illmitz). Его отклонили все издательства, к которым она обратилась, и он не опубликован до сих пор.
В 1989 году публикует роман «Голова в облаках» (итал. La testa fra le nuvole), за который получает премию Эльзы Моранте.
Писательский талант Тамаро раскрывается в сборнике «Для сольного голоса» (итал. Per voce sola), отмеченном в 1991 году премией итальянского ПЕН-клуба и благоприятно принятом литературной критикой, но не читающей публикой.
В 1992 году выходит книга Тамаро для детей «Сердце толстяка» (итал. Cuore di ciccia), в книге описывается история полного ребёнка (возможно, с автобиографическими моментами).
Двумя годами позже появляется наиболее признанная критиками и читателями книга писательницы «Иди, куда ведёт тебя сердце» (итал. Va' dove ti porta il cuore), ставшая со временем одним из самых продаваемых в мире итальянских бестселлеров; в 1995 году режиссёр Кристина Коменчини сняла по ней фильм. Книга рассказывает историю Ольги, пожилой женщины. Которая из-за болезни решает написать письмо внучке, которая путешествует по Соединённым Штатам. В письме она описывает свою жизнь, события, которые её изменили и важность решений, которые каждый должен рано или поздно принимать…
В 1997 году выходит роман «Anima mundi», главный герой которого пытается найти себя в событиях современности. Книга была холодно принята критикой и читателями, несмотря на реалистичность и психологизм, критический подход к окружающему миру.
Затем выходят сборники рассказов и эссе-размышлений «Дорогая Матильда» (итал. Cara Mathilda, 1997), «К дому» (итал. Verso casa, 1999). Сборник из трёх повестей «Ответь мне» (итал. Rispondimi, 2001) рассказывает о судьбе трёх героинь, оказавшихся в критических жизненных условиях. В 2002 году выходит сборник прозы «Больше огня, больше ветра» (Pитал. iu' fuoco, piu' vento).
В 2006 году издаётся роман «Слушай мой голос» (итал. Ascolta la mia voce), продолжение самого успешного произведения писательницы «Иди, куда ведёт тебя сердце». Этот роман был переведён на 12 языков.
После получения международного признания писательница выпускает в среднем по одному роману в год. В 2020 году увидел свет её роман «Отличная история любви» (итал. Una grande storia d’amore).
Тамаро не поддерживает тесных связей с литературной средой, не появляется на светских мероприятиях, не частый гость телеэкрана. Живёт в сельской местности, в окрестностях Орвьето.

## Награды и премии
- 1989 — Prize Italo Calvino (за произведение «La testa fra le nuvole»)
- 1990 — Prize Elsa Morante (за «La testa fra le nuvole»)
- 1991 — International PEN (за произведение «Per voce sola»)
- 1992 — Rapallo Carige Prizefor women writers for «Per voce sola»
- 1995 — Prize Cento (за произведение Il cerchio magico)
- 2013 — Honorary Golden Dante of AL «Bocconi d’Inchiostro» — Bocconi University for her outstanding career